# Adriaan de Witte
Pour les articles homonymes, voir de Witte.
Adriaan de Witte, ou Adrien de Witte, est né à Anvers (Antwerpen) en 1464 et est mort le 1er novembre 1549.

## Famille
Il épouse en 1514 Catherine de Laet (décédée en 1516). Il n'y a pas d'enfant de cette union. 
Il se remarie en 1519 avec Anne van den Eynde, décédée à Anvers le 8 août 1563. De cette union sont nés Adrien, Marguerite et Gaspar. Sa descendance, la famille de Witte (Anvers), est subsistante et représentée en Belgique et en France.

## Titre et responsabilité
Adriaan était seigneur de Buerstede (Goethals, près d'Anvers) et greffier de la Chambre des orphelins de la ville d'Anvers.

## Portrait
Son portrait se trouve au Rijksmuseum Twenthe (en), à Enschede (Pays-Bas). Il a été réalisé en 1544 et est l'œuvre d'un maître flamand, élève de Hans Holbein. Sur ce portrait, Adrien est représenté avec un vêtement de velours et de soie, orné de martre, spécifique aux hommes de loi à cette époque.

## Sépulture
Adrien de Witte est enterré dans l'église Saint-Jacques d'Anvers, dans la grande nef, sous une pierre armoirée, devant la chaire de vérité. Au XVIe siècle, des iconoclastes brisèrent cette pierre tombale. Elle fut refaite vers 1637 avec cette inscription : armoiries et lettres de cuivre « Ici est enterré Adrien de Witte, seigneur de Buerstede, décédé le 1er novembre 1549 âgé de 85 ans et son épouse noble demoiselle van den Eynde le 9 août 1563. » La devise « Spes mea Deus » était gravée sur la chaire de vérité.